# Baia de Criș (gmina)
Baia de Criș – gmina w Rumunii, w okręgu Hunedoara. Obejmuje miejscowości Baia de Criș, Baldovin, Căraci, Cărăstău, Lunca, Rișca, Rișculița, Țebea i Văleni. W 2011 roku liczyła 2611 mieszkańców.